# Sacco, Kampanien
Sacco är en ort och kommun i provinsen Salerno i regionen Kampanien i Italien. Kommunen hade 480 invånare (2017).